# 4408 Zlatá Koruna
4408 Zlatá Koruna è un asteroide della fascia principale. Scoperto nel 1988, presenta un'orbita caratterizzata da un semiasse maggiore pari a 2,3224959 UA e da un'eccentricità di 0,1054493, inclinata di 4,36201° rispetto all'eclittica.